# Valea Corbului
Valea Corbului – wieś w Rumunii, w okręgu Ardżesz, w gminie Călinești. W 2011 roku liczyła 1139 mieszkańców.